# Pseudotomoderus glabricollis
Pseudotomoderus glabricollis là một loài bọ cánh cứng trong họ Anthicidae. Loài này được Uhmann miêu tả khoa học năm 2000.